# いすゞ・ジャーニー

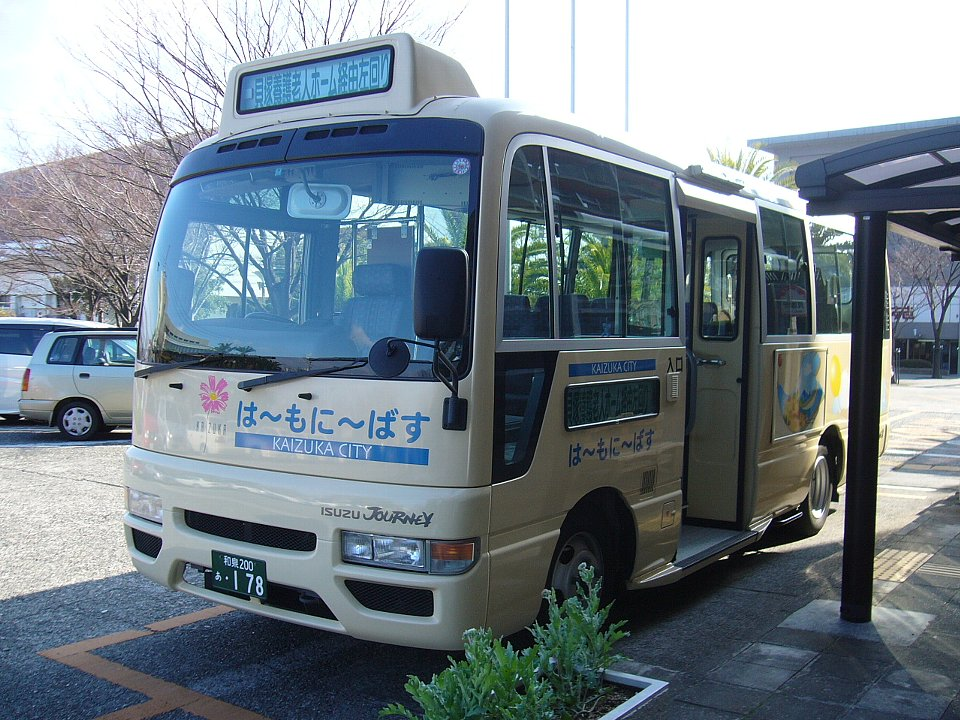
ジャーニー
貝塚市は〜もに〜ばす

ジャーニー（JOURNEY）は、1959年から2021年までいすゞ自動車が販売していたマイクロバス・中型路線バス。車名の由来は英語で「長期の旅行」を意味する“journey”から。
当初は自社製でそれなりのシェアもあったが、販売不振から撤退。末期は日産自動車（日産車体）で製造される日産・シビリアンのOEMとなる。ラインナップもシビリアンとほぼ共通で、TB45E型直列6気筒ガソリンエンジン1種類のみが設定されていた。
車体は、自社生産時代は川崎航空機→川重車体工業→アイ・ケイ・コーチで架装されていたが、日産・シビリアンのOEMになってからは日産車体（特装車はオートワークス京都）で架装されていた。

## 車種一覧
- ジャーニーS (KA5*B系)：1970年（昭和45年）発表の15人乗りマイクロバス。車体は2代目エルフルートバンと共通で、バックドアは塞がれていた。1959年（昭和34年）の初代、1964年（昭和39年）の2代目エルフマイクロバス（TL-B系）からモデルチェンジしてこの車名となる。1981年（昭和56年）にいすゞ・ファーゴバスにバトンタッチする。
- ジャーニーE (NPR系)：西日本車体工業製「プレビス」ボディを5代目エルフに架装したマイクロバス。
- ジャーニーM / L (BL/BE系)：20 - 29人乗り。ボディは川崎航空機→アイ・ケイ・コーチ製。本稿で主軸として述べる。
- ジャーニーQ (MR/GR系)：乗車定員29人以上の中型（4 t） トラック、フォワードベースのバス。詳細はいすゞ・ジャーニーQを参照。
- ジャーニーK (LR系)：乗車定員29人以上のリアエンジンバス。詳細はいすゞ・ジャーニーKを参照。
- ジャーニーJ (RX系)：元は日野・リエッセのOEM供給車。最終的には統合モデルとしてジェイ・バスから日野・いすゞへ供給されていた。
- ジャーニー (W40/41系)：ジャーニーM / Lの後継。日産・シビリアンのOEM供給車。本稿で解説。

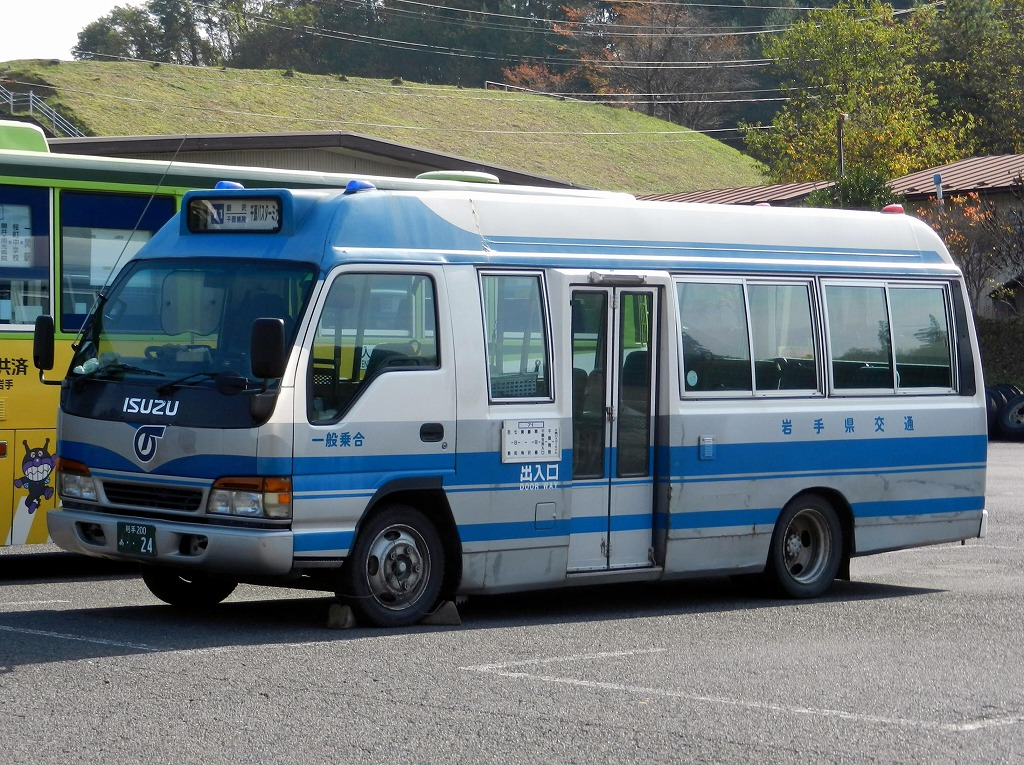
ジャーニーE
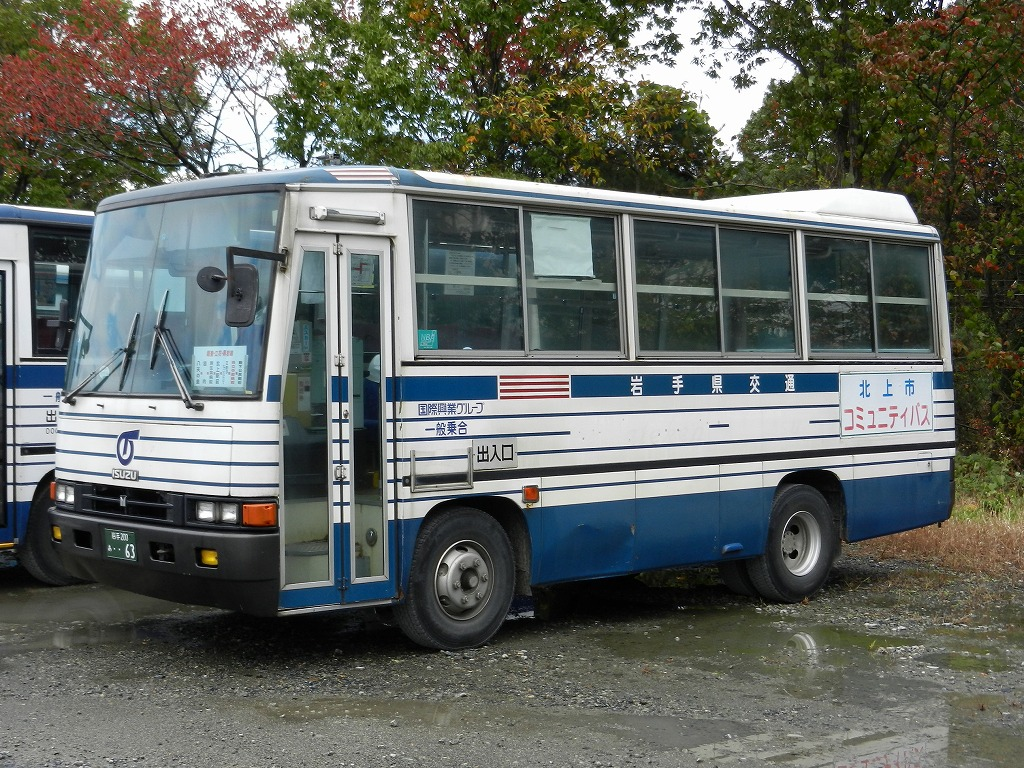
ジャーニーQ (MR)
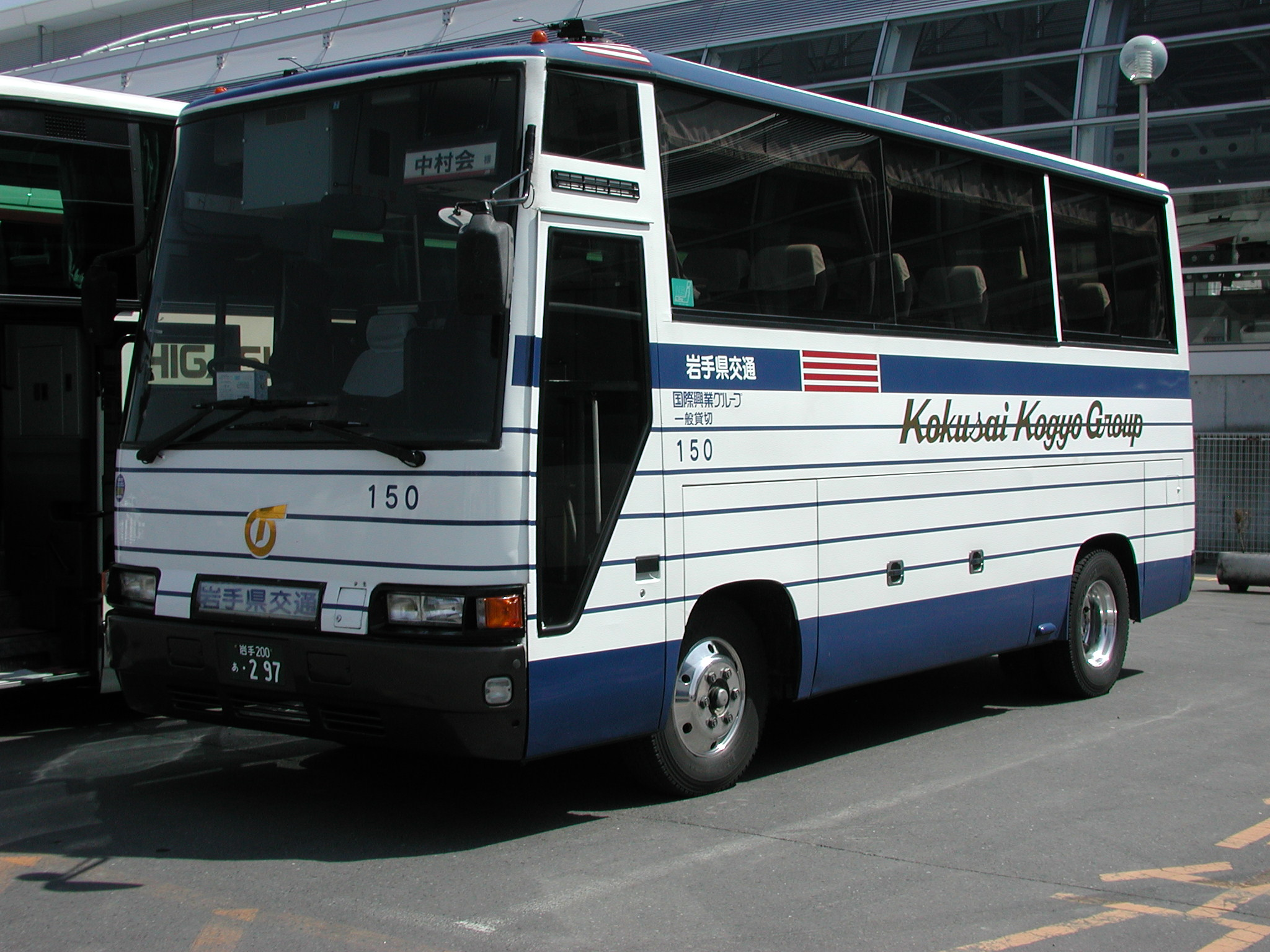
ジャーニーQ (GR)
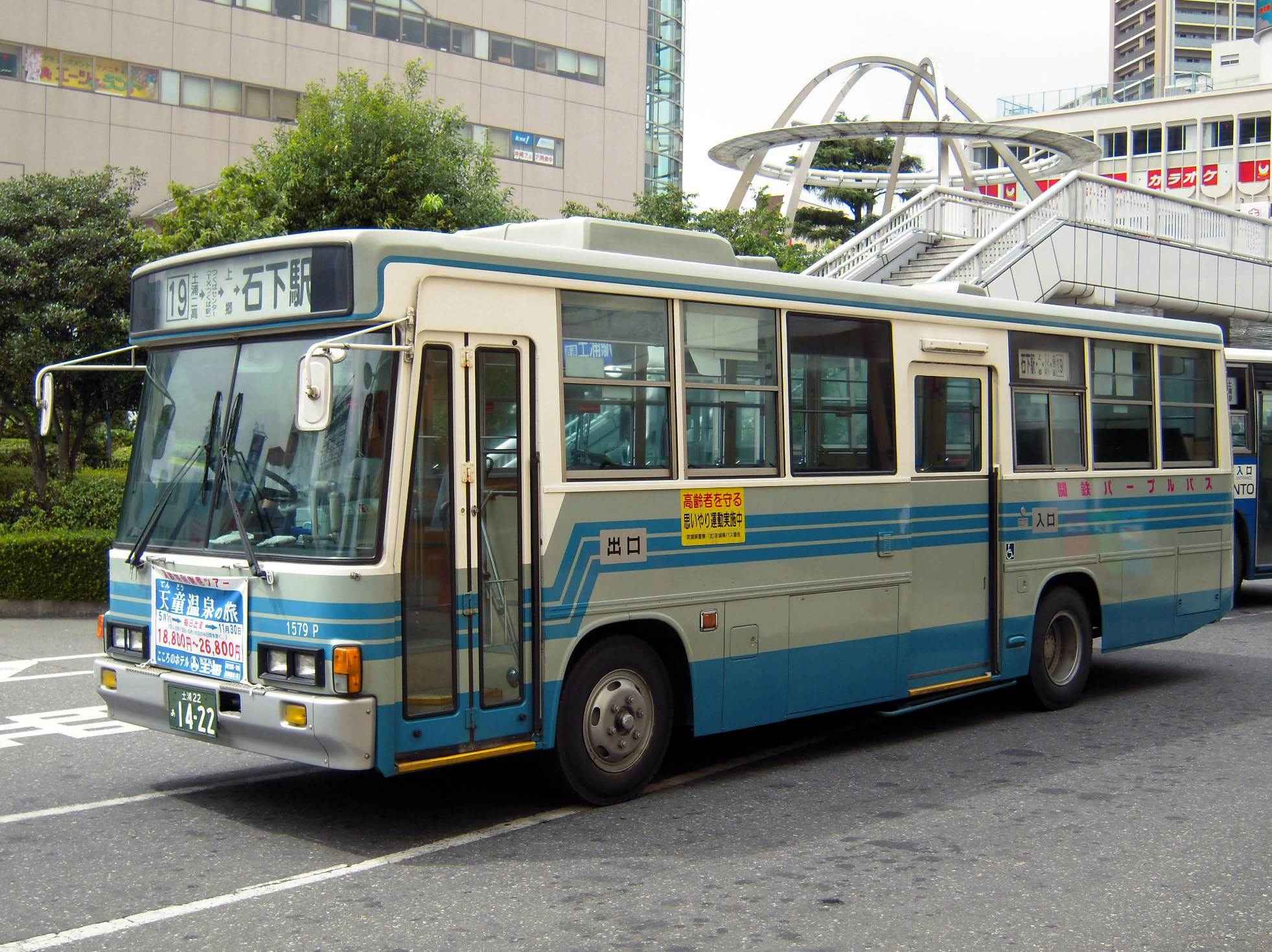
ジャーニーK (LR)
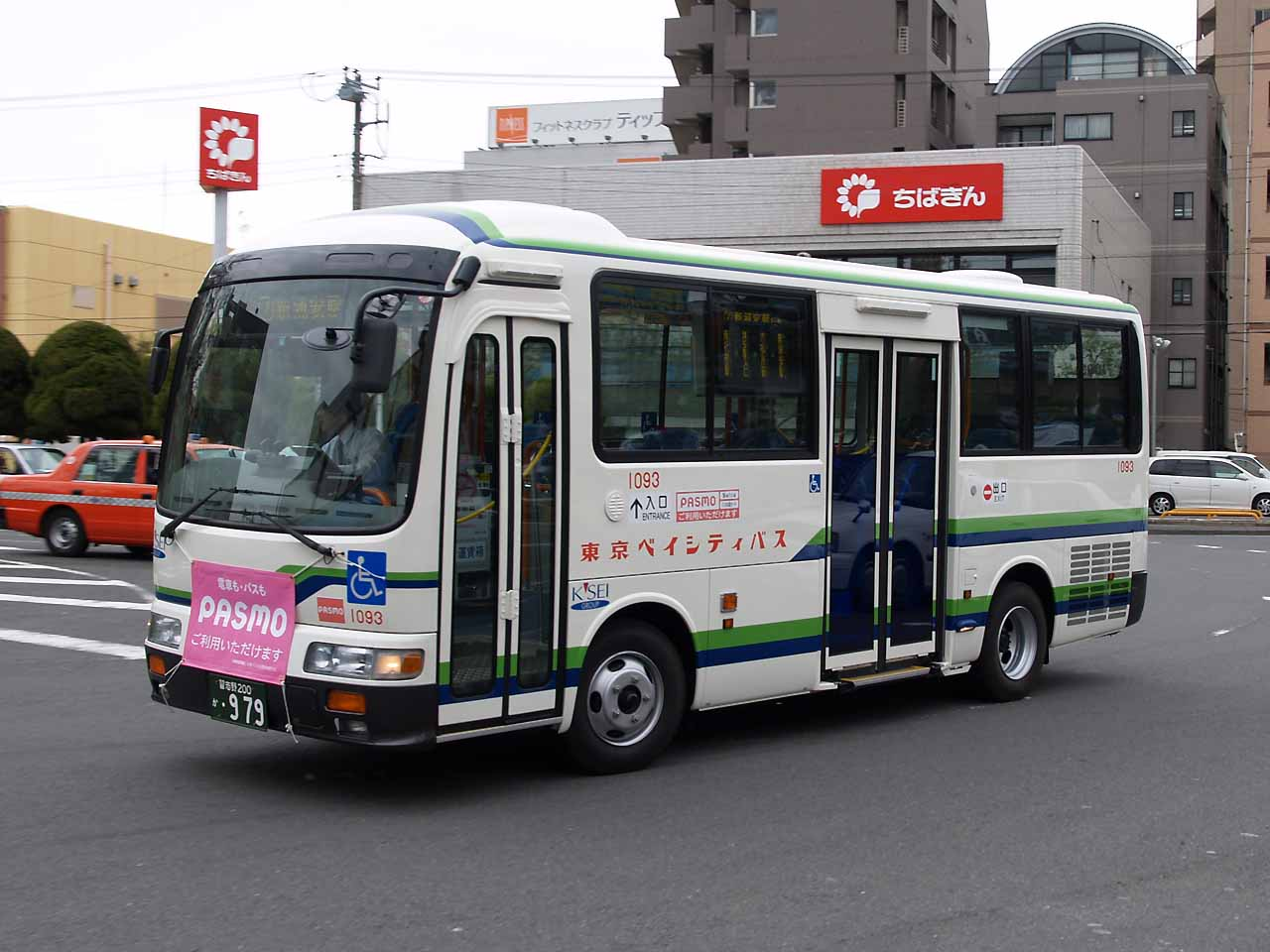
ジャーニーJ (RX)

## 歴史

### 前史
- 1959年登場の初代エルフTL151B / 251Bマイクロバス（15人乗り小型バス）がクラス初のディーゼル車として発売。前面にはエルフのキャブが流用され、運転席・助手席にエルフ同様の後ヒンジドアを持つ。後にジャーニーSとなる。他に1961年に目黒車体が架装した後ろヒンジのキャブドア無の無い、全長5.1m・17人乗り・行き先表示付き左中央1扉の路線仕様も存在した。
- 1960年、同じくエルフのコンポーネンツを用いた川崎航空機製ボディの21人乗りモデル、いすゞライトバスBL171 / BL271型が登場する。後に渡辺自動車製ボディも追加される。
- 1967年、フルモデルチェンジ。25人乗りのBLD20型登場。当初はいすゞスーパーライトバスという車名であった。
- 1972年、29人乗りのBE20型を追加。このシリーズは後のジャーニーLとなる。

### ジャーニーM / ジャーニーL

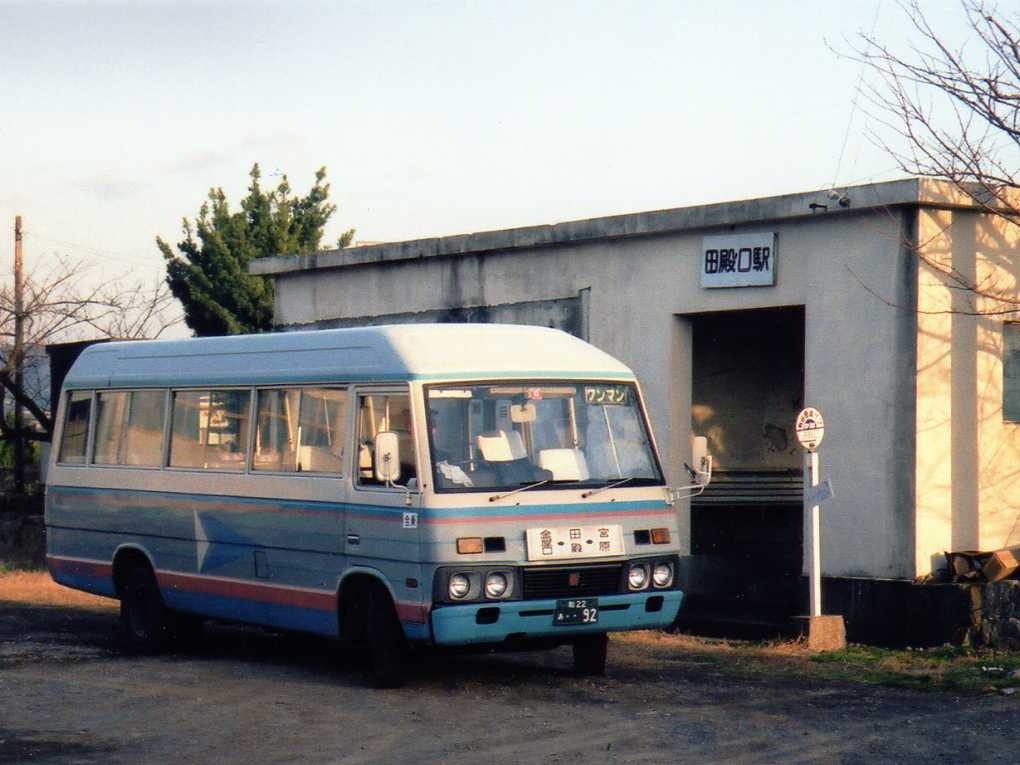
ジャーニーL・前期型
（有田鉄道）

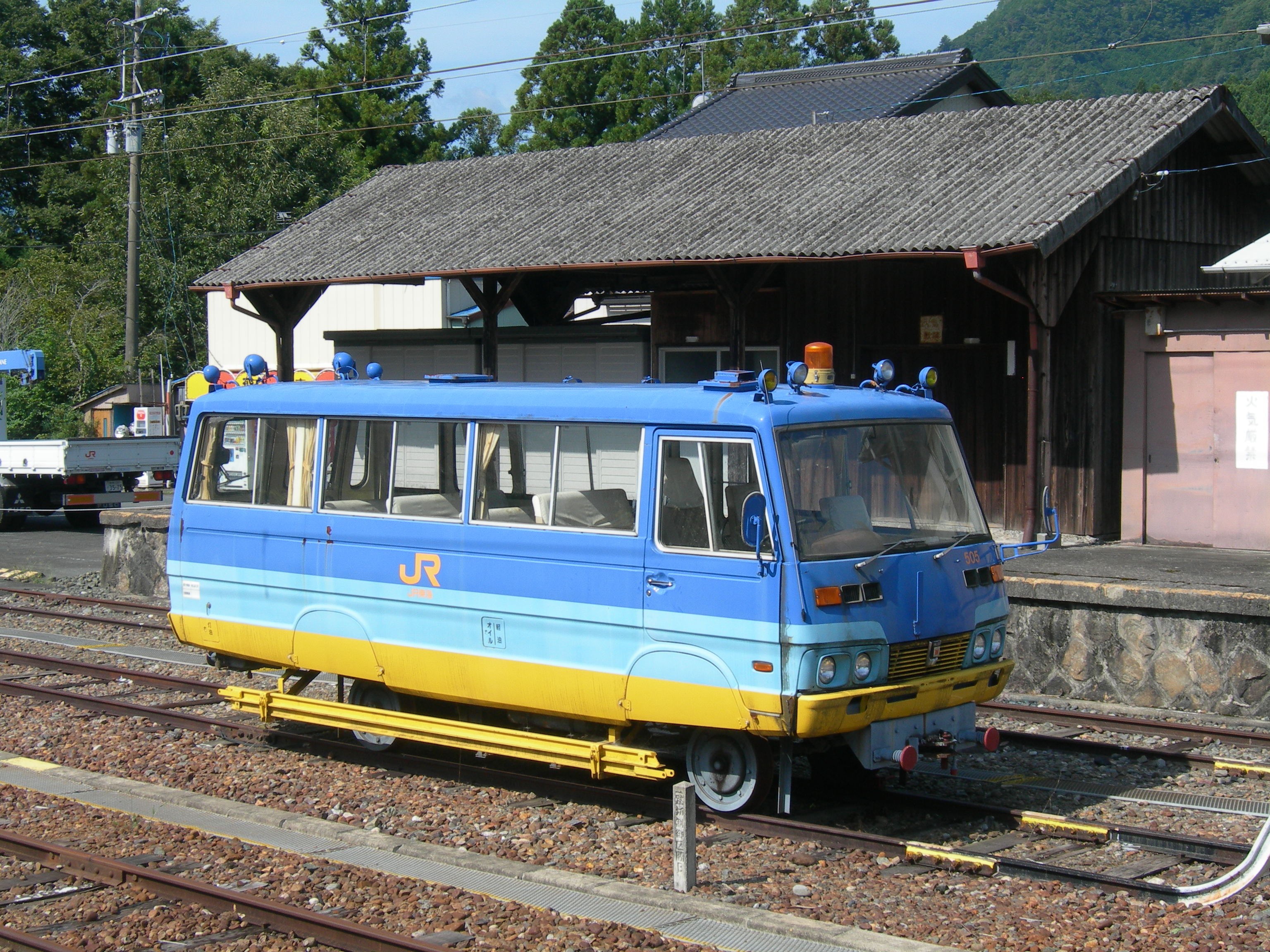
軌道バスBLD30N改1978年

- 1973年3月登場。標準ボディはジャーニーM（BL系：エルフ250ベース26人乗り）、ロングボディはジャーニーL（BE系：エルフ350ベース29人乗り）として販売された。エンジンはエルフと同じ直列4気筒 2.8L 渦流室式ディーゼル 85馬力、3.6L 渦流室式ディーゼル 100馬力。トランスミッションもエルフと共通で、全車フロアシフトの5速MTのみ。
- 1977年頃 フロントエンブレムがフロントグリル上の「ISUZU」からグリル内の2代目社章に変更される。
- 1980年2月 マイナーチェンジ。ウインカーの位置やインテークの個数、いすゞエンブレムの位置が変更され、フロントグリルの塗り分けが変更された。ハイルーフ車も新たに設定される。ジャーニーLに搭載の3.6L ディーゼルが昭和54年排出ガス規制で3.9L 110馬力に変更。ジャーニーMは2.8L ディーゼルで昭和54年排出ガス規制に適合。このクラス初のサブエンジン式から機関直結式冷房装置に変更して室内空間を拡大する。
- 1983年7月 ジャーニーMのエンジンを3.3L 直接噴射式ディーゼル 100馬力に変更。全車が昭和58年排出ガス規制適合。バックミラーはオーバル型からスクエア型に大型化された。
- 1986年 生産工場が川重からいすゞとの合弁会社アイ・ケイ・コーチ（後のいすゞバス製造、現在のジェイ・バス宇都宮事業所）へ移管される。
- 1987年3月 ヘッドライト規格型を角形4灯ヘッドライトに変更し、デビュー以来初めてフロントグリルが大幅に変更された。しかし、フローリアン後期型同様、大掛かりなボディー外板の金型の変更は一切行われておらず、すべてねじ止め部品を上からかぶせることで行われている。固定窓を装備し、シートピッチを拡大した最上級グレードのカスタム登場。
- 1990年8月 平成元年排出ガス規制適合。エンジンを4.3Lにアップし、ダッシュボード回りを4代目エルフと同様の物に変更するが、やはり根本的な改良は行われず、振動・騒音や乗り心地、使い勝手などの商品性で他社（特にトヨタ・コースターや三菱・ローザ）に大きく遅れをとり、販売台数はジリ貧となる。

- このモデルは韓国のセハン自動車(現・大宇バス)でもライセンス生産されていた。

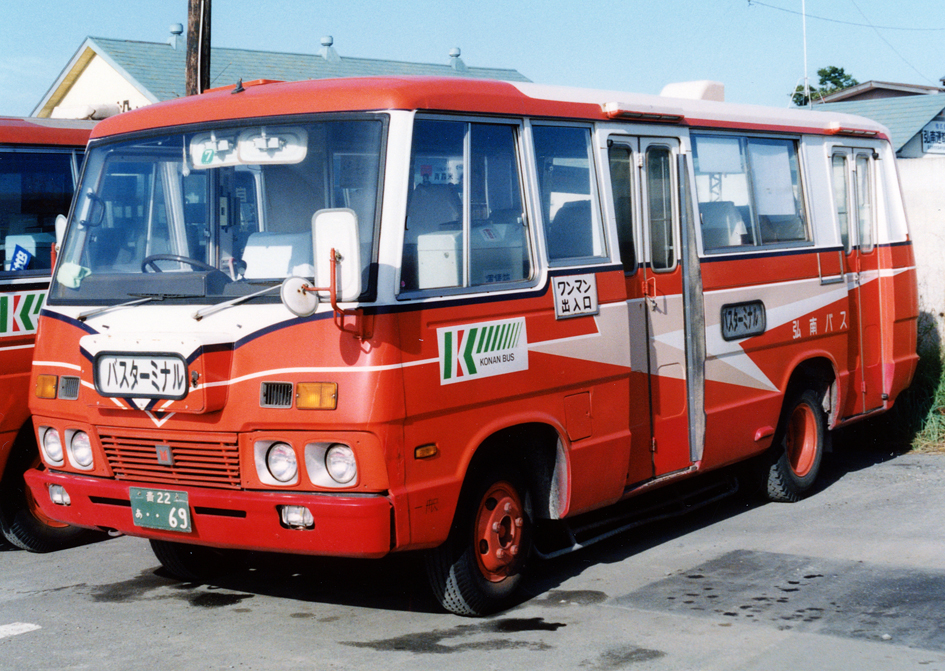
ジャーニーM・前期型2ドア仕様（弘南バス）
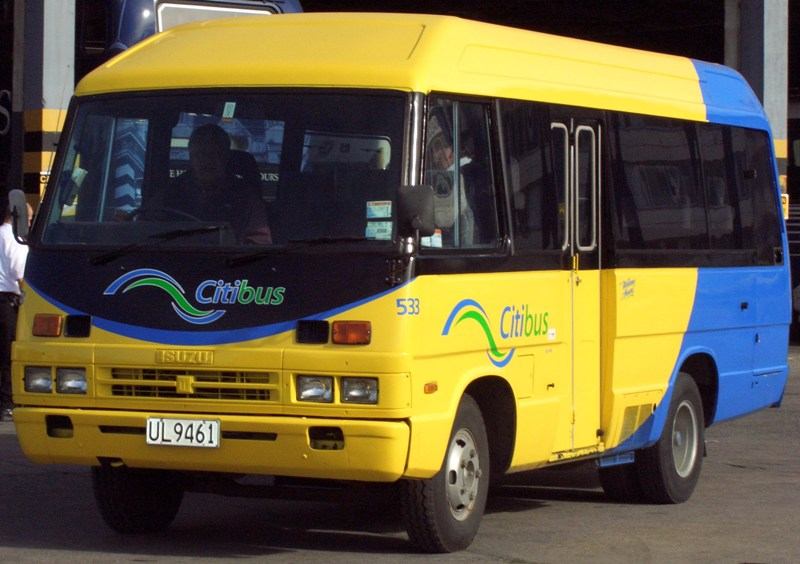
ジャーニーM・後期型
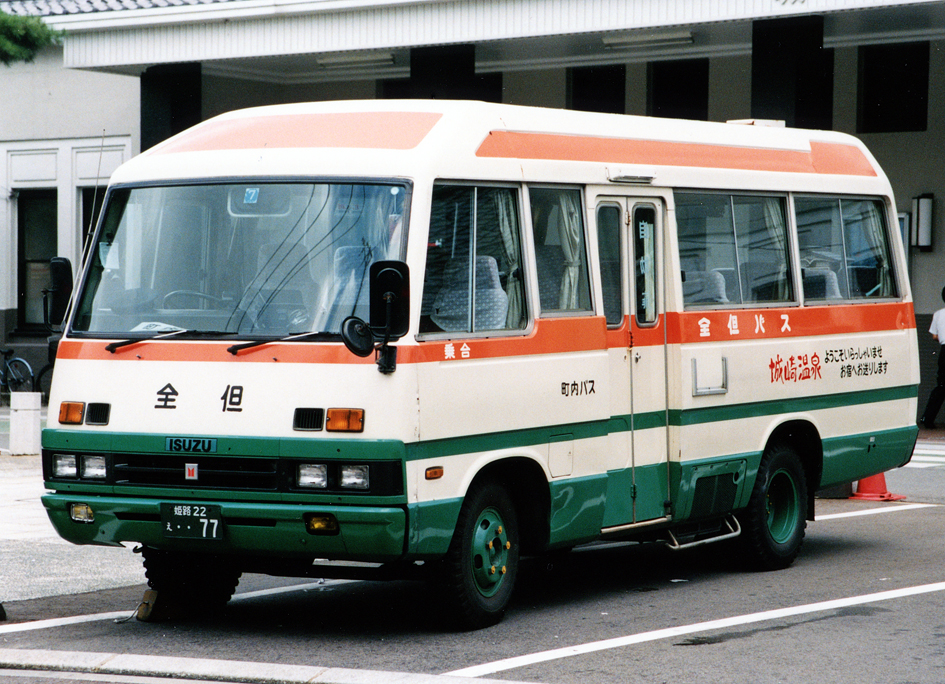
ジャーニーM・後期型（全但バス）
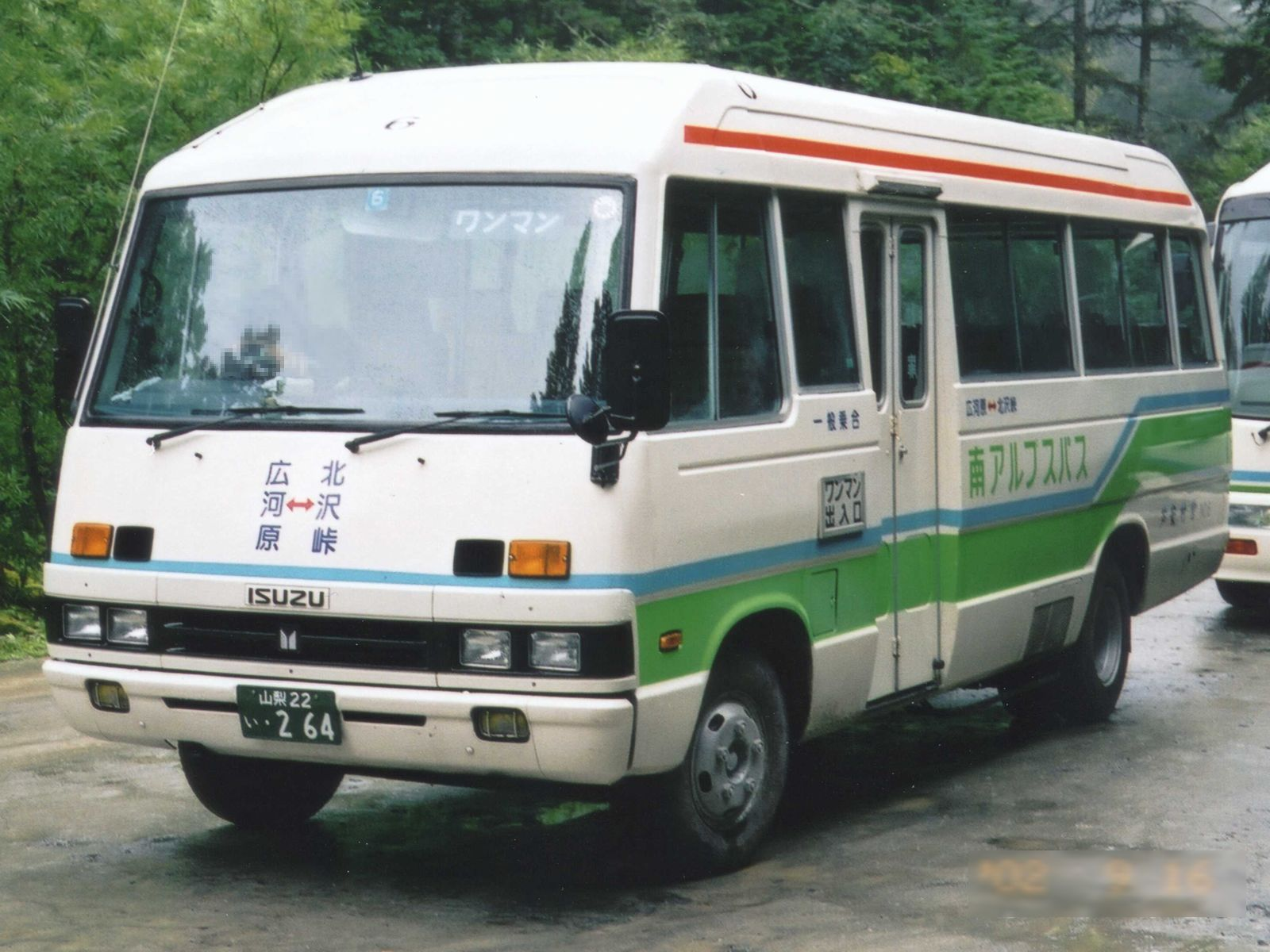
ジャーニーL・後期型（芦安村営バス）
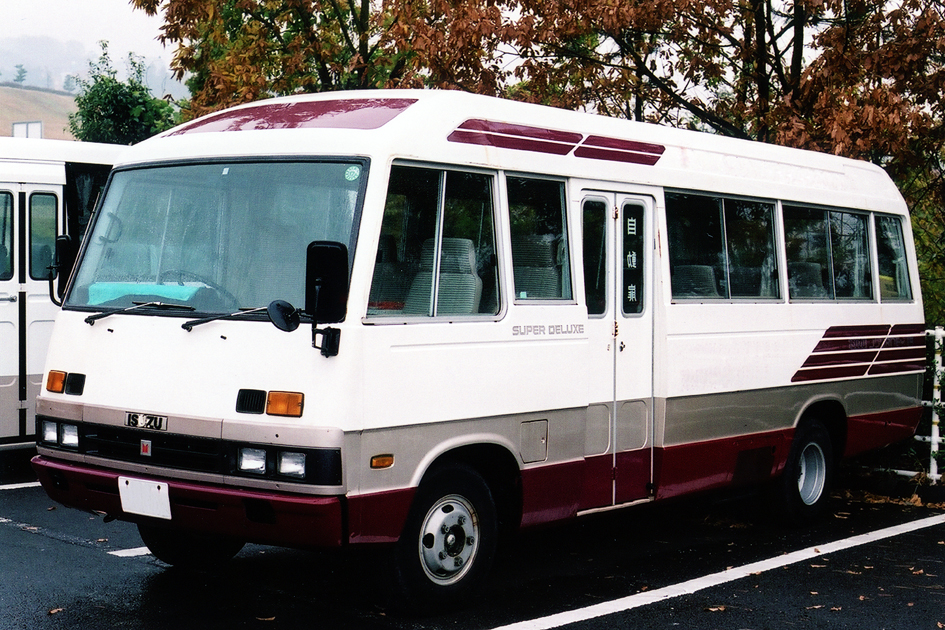
ジャーニーL・後期型

### ジャーニー
上記ジャーニーM / ジャーニーLをモデルチェンジしてジャーニーが発売。販売台数の減少や設計の旧態化、主要コンポーネントを共用するエルフのモデルチェンジに伴い自社開発を中止、日産・シビリアン（2代目・中期型）のOEMとなる。

#### 初代（1993-1999年）
- 1993年8月 モデルチェンジ発表。
- 1995年8月 マイナーチェンジ。平成6年排出ガス規制適合、フロントデザインを変更。エンジンはターボ付のTD42T型を追加した他、AT車も追加された。

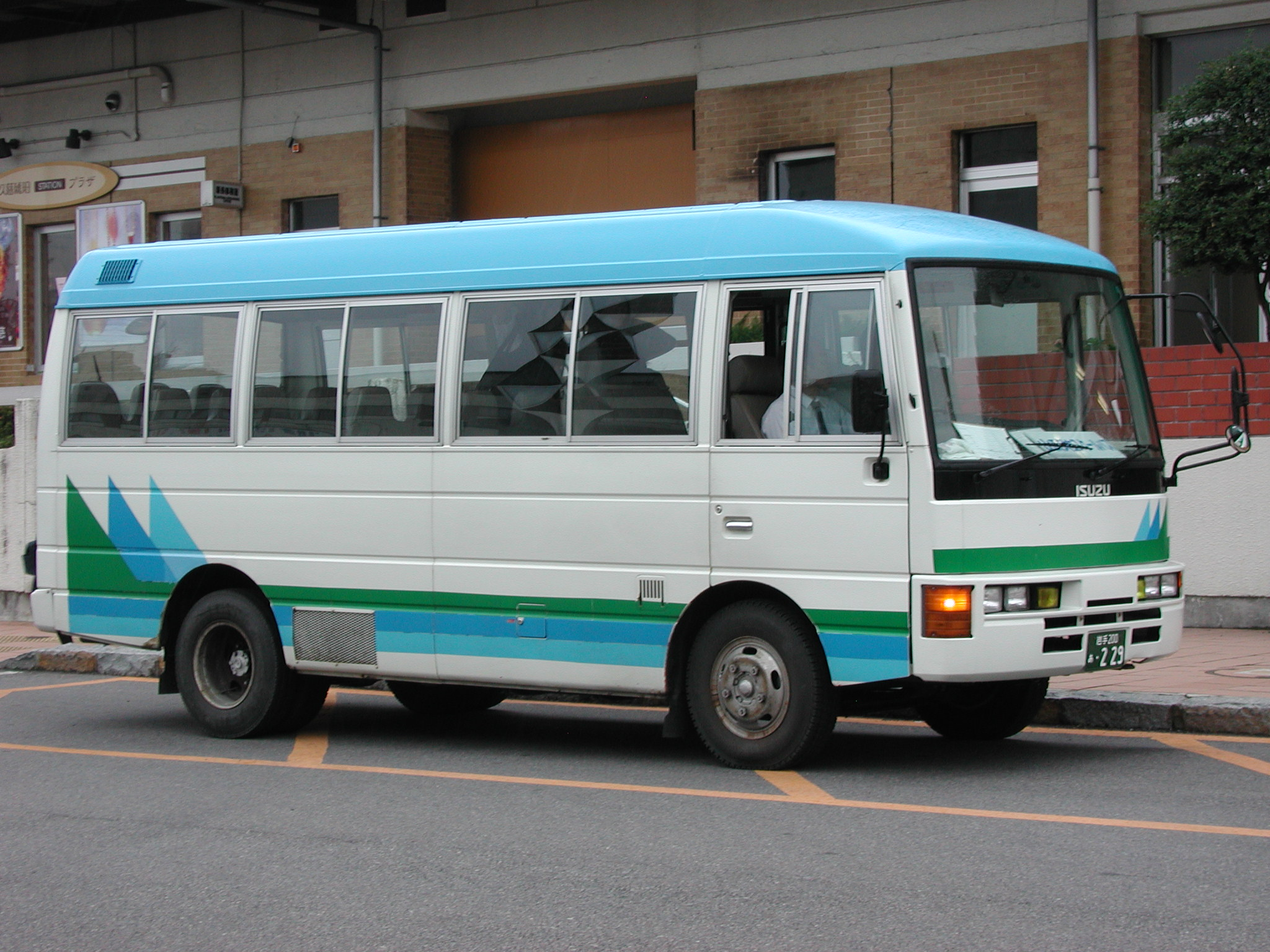
初代ジャーニー・前期型 標準ボディ
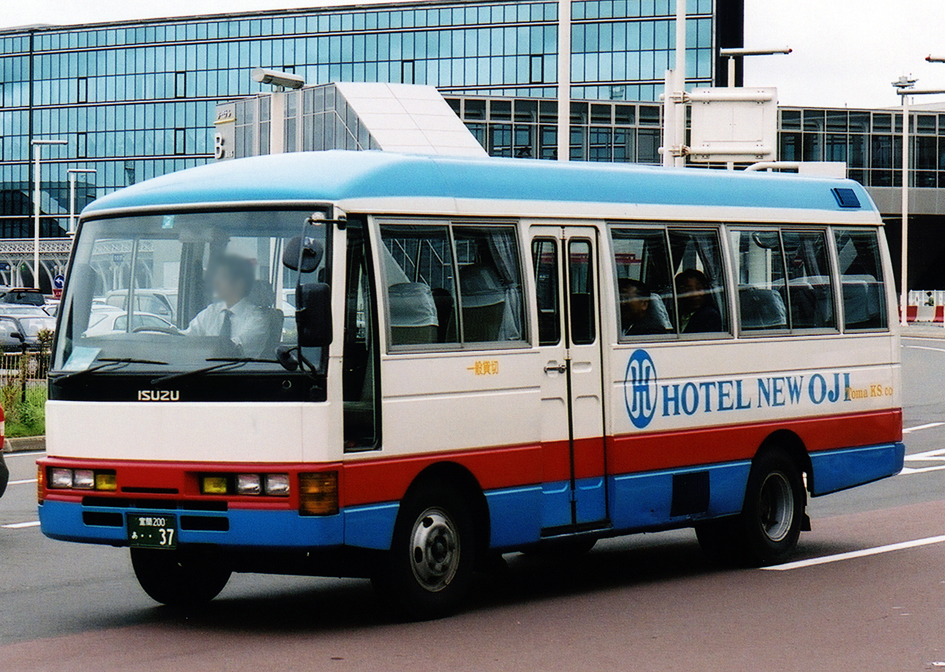
初代ジャーニー・前期型 ロングボディ
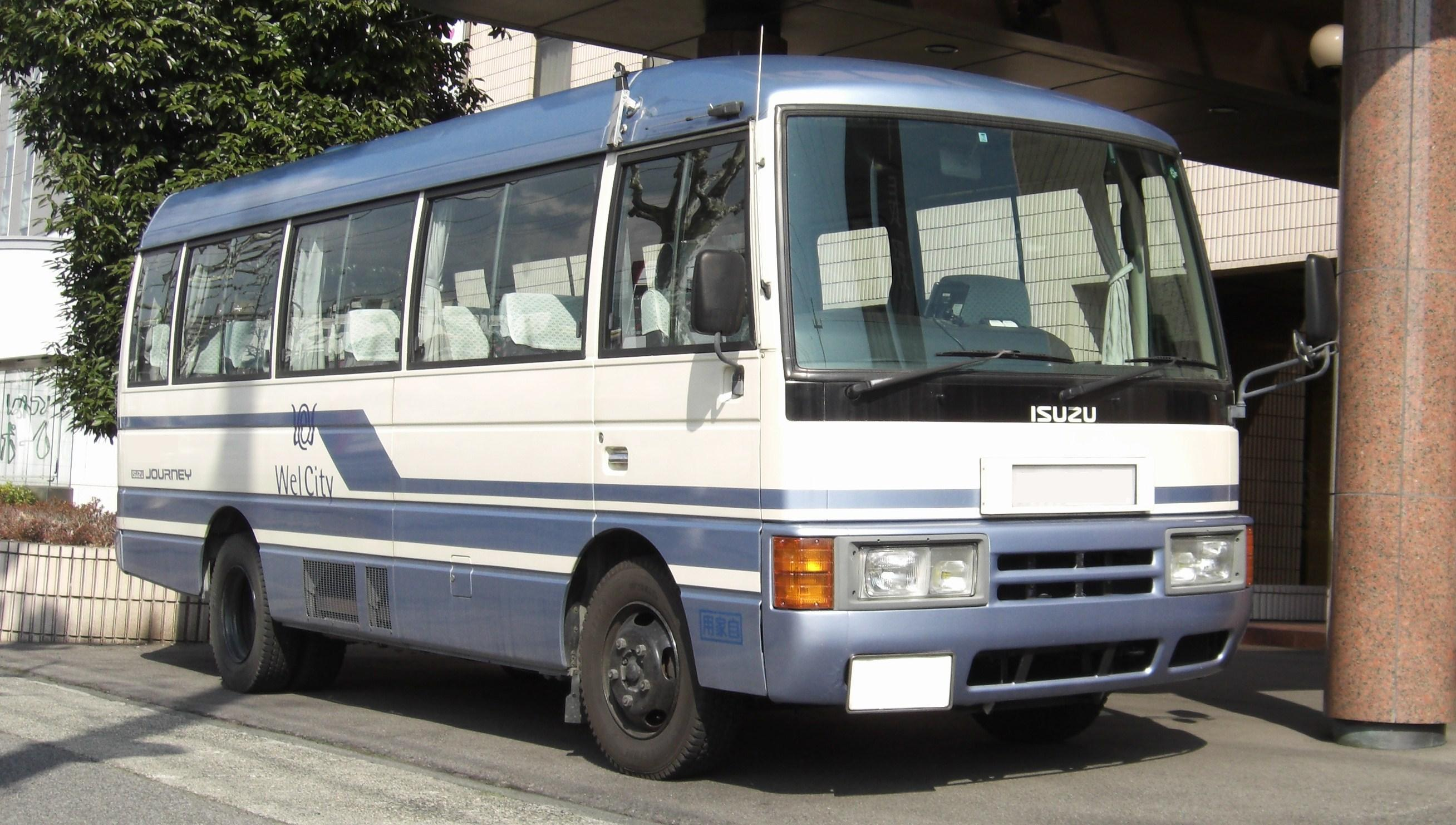
初代ジャーニー・後期型 ロングボディ

#### 2代目（1999年-2021年）
- 1999年2月 モデルチェンジ登場。引き続き、日産・シビリアン（3代目）のOEMとなる。
- 2004年11月 マイナーチェンジ。ベースのシビリアンがディーゼルエンジンを三菱ふそうトラック・バスからのOEMに変更したため、三菱ふそうとの提携関係がないいすゞのジャーニーはガソリンエンジンのみとなる。
- 2008年6月 一部改良。新長期排出ガス規制（平成17年排出ガス規制）に適合し、ZD30DDTiエンジンの追加によりディーゼルエンジン車が4年ぶりに復活する。

型式は以下の通り。
|                      | 標準ボディ WB3.31m | ロングボディ WB3.69m |
| -------------------- | ------------------ | -------------------- |
| リーフサスペンション | ABG-SDVW41         | ABG-SDHW41           |
| エアサスペンション   |                    | ABG-SDJW41           |

- 2010年7月 マイナーチェンジ。6年ぶりにディーゼル車が消え、再度ガソリンエンジンのみとなる。
  - 2011年8月に日野自動車が開発を担当するジャーニーJが製造中止となったことで、いすゞにおける小型自家用・観光系はジャーニーがカバーすることになる。
- 2012年7月、新保安基準に適合。客席に3点式シートベルトを採用。（幼児専用車は、保護者席に2点式シートベルト。）一部グレードに、電動リモコンミラーを標準装備化。「アラウンドビューモニター」をオプション設定。固定窓式の最上級グレード車を廃止。
- 2021年2月、販売終了となり、これによりいすゞ自動車からマイクロバスが完全に消滅した。（OEM元の日産・シビリアンも生産を終了した。）